# Adłan Kacajew
Adłan Zelimchanowicz Kacajew (ur. 20 lutego 1988 w Aczchoj-Martanie) – rosyjski piłkarz występujący na pozycji pomocnika. W swojej karierze reprezentował także barwy takich drużyn, jak Kawkaztransgaz-2005 Ryzdwiany, Łucz-Eniergija Władywostok oraz Lechia Gdańsk.